# CD Móstoles
Club Deportivo Móstoles byl španělský fotbalový klub sídlící ve městě Móstoles. Klub byl založen v roce 1955, zanikl v roce 2012 díky dluhům ve výši 234 591 €.

## Sezóny
| Sezóna  | Úroveň | Liga     | Umístění  | Copa del Rey |
| ------- | ------ | -------- | --------- | ------------ |
| 1955–81 | 5      | Regional | —         |              |
| 1981/82 | 4      | 3ª       | 19. místo |              |
| 1982/83 | 5      | Regional | 2. místo  |              |
| 1983/84 | 4      | 3ª       | 8. místo  |              |
| 1984/85 | 4      | 3ª       | 17. místo |              |
| 1985/86 | 4      | 3ª       | 14. místo |              |
| 1986/87 | 5      | Regional | 1. místo  |              |
| 1987/88 | 4      | 3ª       | 3. místo  |              |
| 1988/89 | 4      | 3ª       | 2. místo  |              |
| 1989/90 | 4      | 3ª       | 1. místo  |              |
| 1990/91 | 3      | 2ªB      | 19. místo |              |
| 1991/92 | 4      | 3ª       | 3. místo  |              |
| 1992/93 | 4      | 3ª       | 6. místo  |              |
| 1993/94 | 4      | 3ª       | 4. místo  |              |
| 1994/95 | 3      | 2ªB      | 12. místo |              |
| 1995/96 | 3      | 2ªB      | 19. místo |              |
| 1996/97 | 4      | 3ª       | 5. místo  |              |

| Sezóna  | Úroveň | Liga | Umístění  | Copa del Rey |
| ------- | ------ | ---- | --------- | ------------ |
| 1997/98 | 4      | 3ª   | 2. místo  |              |
| 1998/99 | 3      | 2ªB  | 10. místo |              |
| 1999/00 | 3      | 2ªB  | 20. místo |              |
| 2000/01 | 4      | 3ª   | 3. místo  |              |
| 2001/02 | 4      | 3ª   | 4. místo  |              |
| 2002/03 | 4      | 3ª   | 7. místo  |              |
| 2003/04 | 4      | 3ª   | 1. místo  |              |
| 2004/05 | 4      | 3ª   | 2. místo  |              |
| 2005/06 | 3      | 2ªB  | 19. místo |              |
| 2006/07 | 4      | 3ª   | 9. místo  |              |
| 2007/08 | 4      | 3ª   | 4. místo  |              |
| 2008/09 | 4      | 3ª   | 11. místo |              |
| 2009/10 | 4      | 3ª   | 8. místo  |              |
| 2010/11 | 4      | 3ª   | 9. místo  |              |
| 2011/12 | 4      | 3ª   | 17. místo |              |